# Magnus Persson (político)

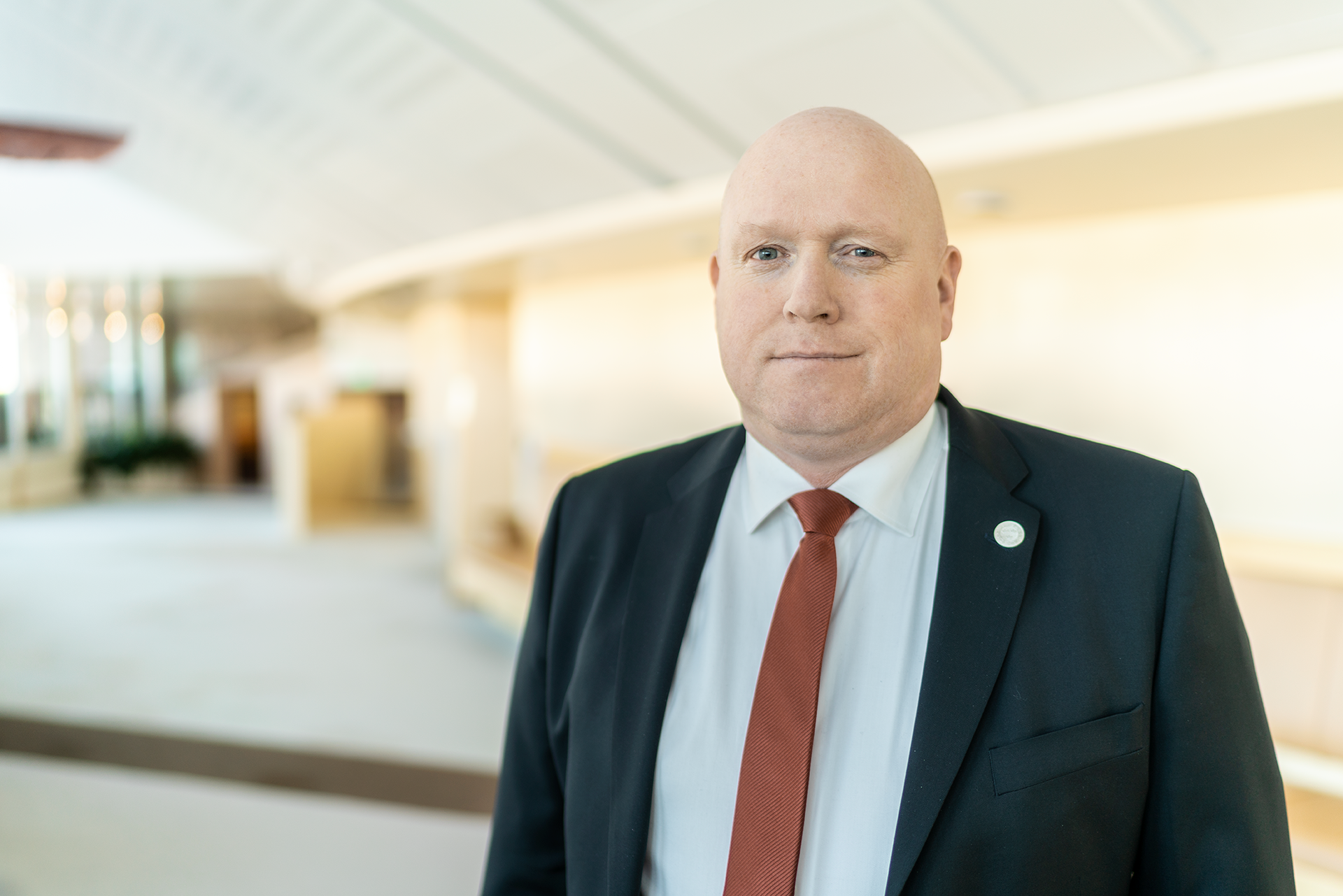
Magnus Persson

Lars Ola Magnus Persson (nascido a 19 de dezembro de 1970) é um político sueco que é membro do Riksdag pelo partido Democratas Suecos desde 2014.
Persson é operário da construção civil e é membro do conselho municipal do município de Bromölla. Ele foi eleito para o parlamento durante as eleições gerais suecas de 2014.